# Ischalia philippina
Ischalia (Ischalia) philippina – gatunek chrząszcza z podrodziny Ischaliinae.
Gatunek ten opisany został w 1920 roku przez Kennetha G. Blaira.
Chrząszcz ten ma dzwonkokształtne, żółtawo-pomarańczowo ubarwione przedplecze o brzegach bocznych pozbawionych kantów. Przyszwowa plama na pokrywach ma kolor brązowawy do czarnego i jest szersza niż u I. aposana.
Owad znany z okolic Mount Makiling na filipińskiej wyspie Luzon oraz z wyspy Mindanao.